# 光纤电缆

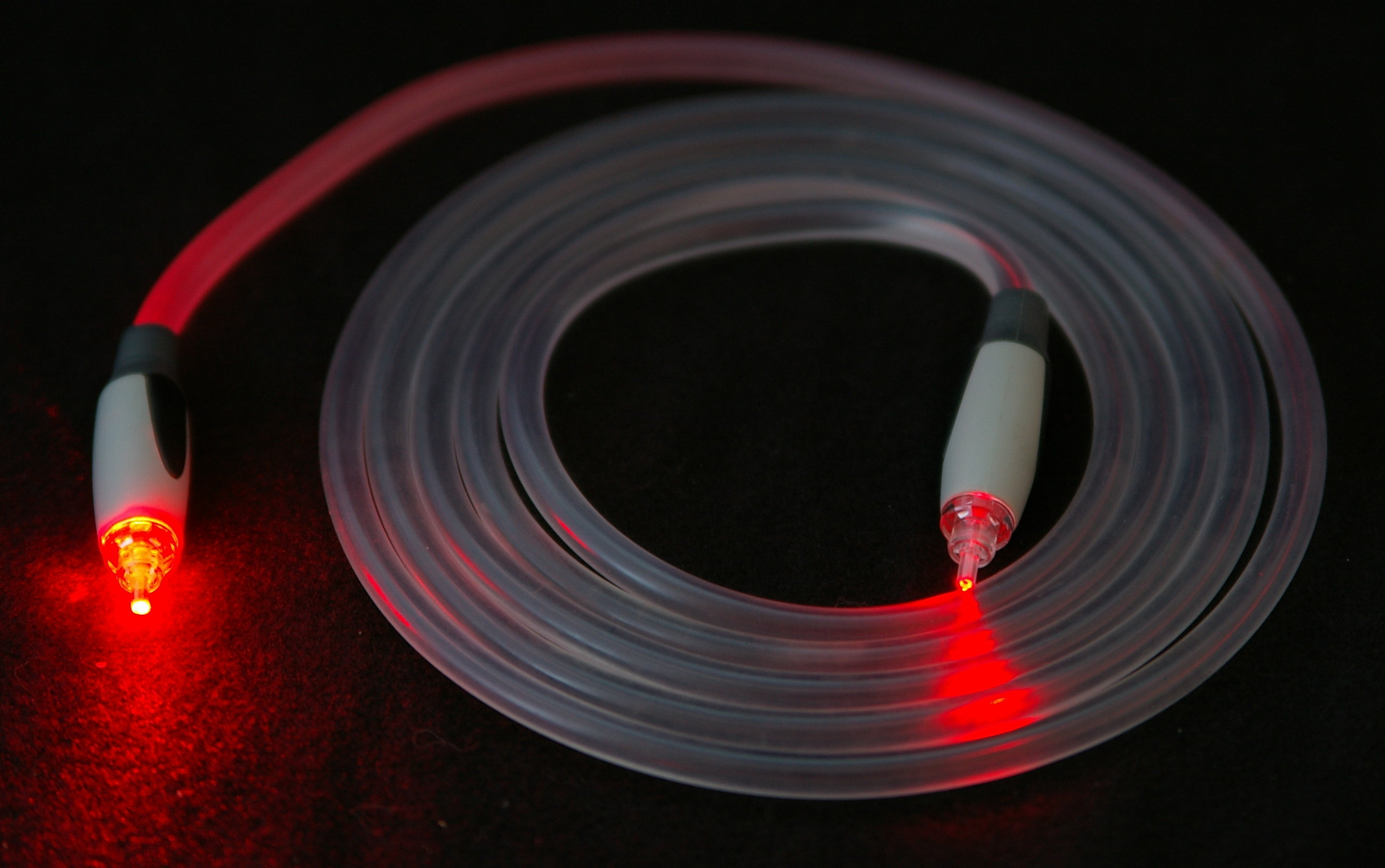
TOSLINK就是一種光纤电缆

光纤电缆又称光缆，是一种类似于電纜的組件但含有一根或多根用于传输光线的光纤。每個光纤元件通常都涂有塑料层，并装在保护管中。不同类型的光缆用于不同的应用場景，例如，长距离电信，或在建筑物內的不同地點之间提供高速数据连接。

## 颜色编码
光纤电缆常见的颜色包括黄色、橙色和水绿色，每种颜色代表不同类型的光纤。黄色通常用于单模光纤，适合长距离传输；橙色用于传统多模光纤，适合较短距离；水绿色则表示激光优化多模光纤，支持更高速度。颜色编码有助于快速识别和管理光纤，确保网络安装和维护的高效与准确。

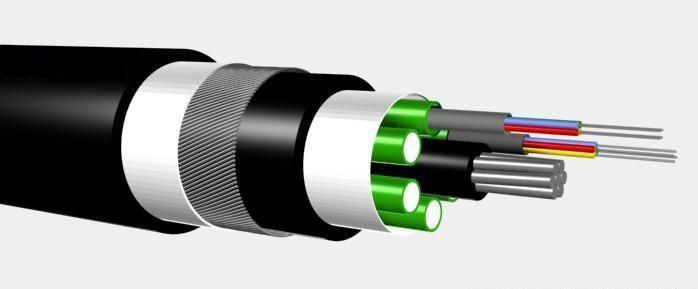
光纤电缆內部剖視圖